# Notiospathius novateutoniae
Notiospathius novateutoniae is een insect dat behoort tot de orde vliesvleugeligen (Hymenoptera) en de familie van de schildwespen (Braconidae). De wetenschappelijke naam van de soort werd voor het eerst geldig gepubliceerd door De Jesus-Bonilla, Nunes, Penteado-Dias & Zaldivar-Riveron in 2011.